# Flawonoidy

Przykładowy flawonoid: kwercetyna

Budowa 2-fenylochromanu (flawanu)

Flawonoidy, związki flawonowe – organiczne związki chemiczne z grupy polifenoli. Występują w roślinach, spełniają funkcję barwników, przeciwutleniaczy i naturalnych insektycydów oraz fungicydów, chroniących przed atakiem ze strony owadów i grzybów. Większość z nich jest barwnikami zgromadzonymi w powierzchniowych warstwach tkanek roślinnych, nadając intensywny kolor i ograniczając szkodliwy wpływ promieniowania ultrafioletowego. Do 2003 r. poznano ok. 9000 flawonoidów.
Są oparte na szkielecie 2-fenylochromanu (flawanu) lub 3-fenylochromanu (izoflawanu), przy czym większość typów flawonoidów (poza katechinami i antocyjanidynami) zawiera szkielet flawonu lub izoflawonu, z grupą ketonową w pozycji 4. Flawonoidy różnią się między sobą liczbą i rodzajem podstawników, przy czym różnice między związkami w poszczególnych klasach wynikają zazwyczaj z odmiennej budowy tylko jednego skrajnego pierścienia. Większość flawonoidów zawiera grupy hydroksylowe, z których jedna lub więcej jest zwykle połączona z cząsteczką cukru, tworząc glikozydy.

## Podział
Ze względu na budowę chemiczną dzielą się na (w nawiasach przykładowe związki):
- flawony (luteolina, apigenina)
- flawonole (kwercetyna, kemferol, mirycetyna, moryna, fisetyna oraz glikozydy: rutyna, kwercytryna, izokwercytryna, kemferytryna, mirycytryna)
- flawanony (hesperydyna, naryngenina, eriodoktiol)
- flawanonole
- izoflawony (daidzeina, genisteina, glicyteina)
- katechiny (katechina, galusan epigallokatechiny, tefalwin)
- antocyjanidyny (cyjanidyna, delfinidyna, malwidyna, pelargonidyna, peonidyna, petunidyna)

Charakterystyczne elementy strukturalne poszczególnych grup flawonoidów
flawon
flawonol
flawanon
flawanonol
izoflawon
katechina
antocyjanidyna

## Działanie lecznicze
Działanie lecznicze niektórych ziół jest uwarunkowane obecnością w nich odpowiednich flawonoidów. Flawonoidy wykazują między innymi działanie:
- przeciwutleniające, uwarunkowane zdolnością hamowania aktywności lipooksygenaz i cyklooksygenaz oraz zdolnością chelatowania jonów metali przejściowych (np. żelaza), które uczestniczą w reakcjach prowadzących do wytwarzania reaktywnych form tlenu,
- przeciwzapalnie, dzięki możliwości hamowania kaskady przemian kwasu arachidonowego prowadzącej do powstawania prozapalnych prostaglandyn. Efekt przeciwzapalny obserwowany jest również na skutek hamowania przez flawonoidy syntezy histaminy,
- uszczelniające naczynia krwionośne, poprzez hamowanie aktywności enzymów proteolitycznych (elastazy, hialuronidazy) co prowadzi do wzmocnienia tkanki łącznej w śródbłonku naczyń, zwiększenia ich elastyczności i uszczelnienia ścianek; takie działanie jest przyczyną obserwowanego efektu przeciwwysiękowego i przeciwobrzękowego,
- rozkurczowe (spazmolityczne), poprzez hamowanie fosfodiesterazy cAMP, co powoduje rozkurcz mięśni gładkich naczyń krwionośnych, przewodu pokarmowego, dróg moczowych i żółciowych,
- moczopędne, poprzez drażnienie kanalików nerkowych i utrudnianie resorpcji zwrotnej w nerkach.

Ze względu na tak szerokie spektrum działania farmakologicznego, surowce zawierające flawonoidy stosuje się w leczeniu wielu schorzeń. Flawonoidy wchodzą między innymi w skład następujących roślin leczniczych:
- o działaniu przeciwzapalnym:
  - jasnota biała
  - fiołek trójbarwny
  - arnika górska
  - guarana[2]
- o działaniu moczopędnym:
  - skrzyp polny
  - pietruszka zwyczajna
  - brzoza brodawkowata
  - nawłoć pospolita
- o działaniu wzmacniającym naczynia krwionośne:
  - miłorząb japoński
  - ruta zwyczajna

## Występowanie
Flawonoidy są związkami występującymi powszechnie w roślinach, dzięki czemu stanowią codzienny element diety przeciętnego człowieka (około 1 g/dzień). Występują między innymi w owocach (aronii, cytrusach, jagodach, borówkach, winogronach, czereśniach) oraz warzywach (cebuli, pomidorach, papryce, soi, brokułach). Zawartość poszczególnych flawonoidów w owocach i warzywach jest różna.

## Wpływ na płody ludzkie
Stwierdzono iż flawonoidy są silnymi inhibitorami topoizomeraz i mogą wywoływać pęknięcia DNA w genie MLL, którego mutacje są częste w ostrych białaczkach. Takie działanie wykazano w komórkach macierzystych krwi traktowanych flavonoidami in vitro. Wysoki poziom flawonoidów w diecie kobiet ciężarnych jest podejrzewany o zwiększanie ryzyka wystąpienia bardzo rzadkich u niemowląt ostrych białaczek szpikowych (AML) stanowiących około 15% całkowitej zachorowalności niemowląt na białaczki (34 na milion urodzonych w Stanach Zjednoczonych).